# Digitaria sanguinalis
Digitaria sanguinalis é uma espécie de planta com flor pertencente à família Poaceae. 
A autoridade científica da espécie é (L.) Scop., tendo sido publicada em Flora Carniolica, Editio Secunda 1: 52. 1771.
Os seus nomes comuns são milhã, milhã-de-pendão, milhã-digitada ou pé-de-galinha.

## Portugal
Trata-se de uma espécie presente no território português, nomeadamente em Portugal Continental, no Arquipélago dos Açores e no Arquipélago da Madeira.
Em termos de naturalidade é introduzida nas três regiões atrás referidas.

## Protecção
Não se encontra protegida por legislação portuguesa ou da Comunidade Europeia.